# Anas melleri
Anas melleri là một loài chim trong họ Vịt. Đây là một loài đặc hữu ở miền đông Madagascar. Mặc dù một quần thể của nó đã được hình thành ở Mauritius vào giữa thế kỷ 18, nhưng quần thể này đang đứng trên bờ vực tuyệt chủng do mất môi trường sống và sự cạnh tranh của chúng với loài vịt nhà hoang. Tên loài của loài này được đặt theo tên của nhà thực vật học Charles James Meller, và tên chung của nó là từ tiếng Latin có nghĩa là "vịt".